# SDA music
T-Mobile SDA music (inne nazwy: Qtek 8100, o2 xPhone IIm, a nadana przez producenta – HTC Amadeus) – smartfon zaprojektowany do odtwarzania treści multimedialnych, produkowany na życzenie europejskich sieci: T-Mobile oraz o2, sprzedawany także pod marką Qtek. Jego producentem jest HTC.
Telefon pracuje na systemie operacyjnym Microsoft Windows Mobile 2003 SE. Przez co posiada możliwości takie jak nawigacja poprzez zainstalowanie programu TomTom Mobile i dołączenie odbiornika GPS, odtwarzanie plików mp3, acc, *.avi i *.mpeg4 (divx i xvid), odbieranie poczty elektronicznej. Komunikacja tekstowa poprzez SMART GG lub wbudowany MSN Messenger bądź Skype. Telefon fabrycznie posiada aplikacje takie jak Internet Explorer, Windows Media Player 10, MSN Messenger, Microsoft Outlook.
Telefon zaopatrzony jest w kolorowy wyświetlacz TFT o przekątnej 2,2" (176x220pixeli / 65 tysięcy kolorów). Wbudowany procesor Texas Instruments OMAP 730 taktowany z częstotliwością 200 MHz, pamięć RAM 32 MB oraz ROM 64 MB. Ponadto posiada port mini-USB przeznaczony do transmisji danych i ładowania baterii, slot kart pamięci MiniSD, moduł Bluetooth klasy II, IrDA, cyfrowy aparat fotograficzny o rozdzielczości 640x480 pikseli (0,3 Mpx). Ogniwo zasilające to 1050 mAh bateria firmy Samsung pozwalająca utrzymywać telefon przez 5 dni w stanie czuwania przy normalnym użytkowaniu.